# Orreaga/Roncesvalles
Orreaga/Roncesvalles är en kommun i Spanien.   Den ligger i provinsen Provincia de Navarra och regionen Navarra, i den nordöstra delen av landet, 300 km nordost om huvudstaden Madrid. Huvudort är Orreaga, känd på spanska som Roncesvalles.